# Златна дървесна кобра
Златните дървесни кобри (Pseudohaje goldii) са вид влечуги от семейство Аспидови (Elapidae).
Разпространени са в Екваториална Африка.
Таксонът е описан за пръв път от Жорж Албер Буланже през 1895 година.